# Горбачёв, Марк Васильевич
Марк Васи́льевич Горбачёв (23 марта 1902 года, д. Калин Остров, Шелтозерской волости, Олонецкой губернии — 16 февраля 1964 года, Петрозаводск, Карельская АССР) — советский государственный и партийный деятель, Председатель Карельского ЦИКа (1936—1937), Председатель Президиума Верховного Совета Карельской АССР (1937—1940).

## Биография
Родился в крестьянской семье, вепс. Работал на лесозаготовках, печником на Александровском заводе, разнорабочим на Мурманской железной дороге.
В 1920—1926 годах работал курьером-экспедитором в редакции газеты «Karjalan kommuuni» (Карельская коммуна) в Петрозаводске.
В 1926 году перешёл на работу в Карельскую контору Государственного банка СССР. Работал практикантом, заведующим отделом, управляющим Кемского отделения. В 1927 году принят в члены ВКП(б).
После окончания Ленинградского финансово-экономического института был назначен в 1934 году заместителем управляющего Карельской конторы Государственного банка СССР.
В 1935—1936 годах — управляющий Кандалакшским отделением Карельской конторы Государственного банка СССР.
В декабре 1936 года был избран Председателем ЦИК АКССР.
В сентябре 1937 года был назначен заместителем наркома финансов Карельской АССР.
В ноябре 1937 был избран Председателем Президиума Верховного Совета КАССР.
В 1940—1951 годах — заместитель Председателя Президиума Верховного Совета Карело-Финской ССР.
С апреля 1951 года — министр юстиции Карело-Финской ССР.
С февраля 1954 года — председатель коллегии Министерства юстиции Карело-Финской ССР.
С августа 1956 года — заместителем министра здравоохранения и социального обеспечения Карельской АССР.
С декабря 1960 года — заместитель министра социального обеспечения Карельской АССР.
Избирался депутатом Верховного Совета СССР 1 и 2 созывов, депутатом Верховного Совета Карельской АССР, депутатом Верховного Совета Карело-Финской ССР.
Вышел на пенсию в сентябре 1961 года, персональный пенсионер Карельской АССР. Умер 16 февраля 1964 года.